# 大北列岛
27°40′03″N 120°53′11″E / 27.6674°N 120.8863°E
大北列岛是浙江瑞安飞云江出海口对外的岛群，由53座岛屿和53座礁石组成。分布宽广，西起丁山，东至冬瓜屿，北自铜盘山，南迄南楼礁，海域东西长28.5公里，南北宽10.2公里。各岛面积狭小，一岛一山，故岛多以山名，总面积8.3平方公里。海域水深较浅，最远离大陆的冬瓜屿水深18米。岛屿明显分布成东西两列，西列岩石为流纹质晶屑溶结凝灰岩，东列岩石为花岗岩。各岛多为基岩海岸。最大岛屿为北龙山岛。列岛以大峙山和北龙山两岛命名。
大北列岛有人居住的岛屿有9座：北龙山岛、大峙山岛、铜盘山岛、长大山岛、王树段岛、凤凰山岛、上干山岛、齿头山岛、冬瓜屿。据2011年统计，户籍人口约2300人，常住人口约1700人，部分岛屿已无常住人口。居民以从事渔业为主。行政区划属浙江省瑞安市东山街道，设北龙、铜盘两个行政村。曾设置北龙乡，后撤销。
1996年，设立铜盘岛市级风景名胜区。2008年，建立铜盘岛省级海洋特别保护区。2011年，北龙山岛的新石器时代遗址——大坪遗址登录省级文物保护单位。